# Consolidated C-87 Liberator Express
Il Consolidated C-87 Liberator Express era un quadrimotore da trasporto da alta quota prodotto dall'azienda statunitense Consolidated Aircraft Corporation negli anni quaranta e derivato dal bombardiere pesante B-24 Liberator.

## Sviluppo
Il C-87 venne progettato all'inizio del 1942 per soddisfare l'esigenza di un aereo da trasporto con autonomia e prestazioni di volo ad alta quota superiori a quelle del Douglas C-47 Skytrain, all'epoca il principale aereo da trasporto dell'USAAF.
Il prototipo, (denominato "Pinocchio"), venne ricavato all'inizio del 1942 da un B-24D (42-40355) danneggiato in un incidente in atterraggio all'aeroporto di Tucson in cui rimasero uccisi sei dipendenti della Consolidated che viaggiavano come passeggeri ed altri rimasero feriti.
Nell'aprile del 1942 questa nuova versione denominata C-87 Liberator Express entrò in produzione nello stabilimento della Consolidated di Fort Worth.
In seguito venne prodotta in numero limitato una versione trasporto VIP denominata C-87A.
Il C-87 venne anche denominato RY-2 dall'U.S. Navy e Liberator Cargo Mk VII dalla RAF.
Inoltre l'USAF convertì 218 B-24D e B-24E in aerei cisterna C-109 per il trasporto di carburante.

## Tecnica
Per la descrizione generale, vedi il Consolidated B-24 Liberator da cui era derivato.
Il C-87 aveva un pavimento di carico, sedili per passeggeri e finestrini in fusoliera, un ampio portellone di carico laterale nel lato sinistro della fusoliera e motori Pratt & Whitney R-1830-43 da 1 250 hp.
Il C-87 era privo di armamento difensivo, la torretta caudale era sostituita da un terminale di coda metallico arrotondato con una finestra in plexiglas, le altre torrette e postazioni erano sostituite da pannelli metallici per chiudere la fusoliera.
Il muso a vetri era sostituito da uno interamente metallico apribile con cerniere sul lato destro per accedere al vano di carico.
Inoltre la cabina era modificata col posto del navigatore dietro al pilota.
Vennero costruiti complessivamente 287 C-87 dalla Consolidated nello stabilimento di Fort Worth in Texas, altri vennero ottenuti da conversioni di B-24 eseguite dai centri di manutenzione dell'USAAF.

## Versioni
- C-87 Liberator Express - Versione da trasporto per merci e venti passeggeri derivata dal B-24D.
- C-87A - Versione da trasporto VIP con motori Pratt & Whitney R-1830-45 e posti per sedici passeggeri, realizzata in 6 esemplari[1]
- C-87B - Versione da trasporto armata con torrette dorsale e ventrale e mitragliatrici nel muso progettata ma non prodotta.
- C-87C - Denominazione data dall'USAAF all'RY-3, trentaquattro esemplari ricevuti dall'US Navy[1]
- XC-109 - Prototipo del C-109 ricavato dal B-24E 42-72210[1]
- C-109 - Versione aereo cisterna per trasporto carburante. Aveva un serbatoio nel muso, due nella stiva bombe e tre nella fusoliera posteriore[1]
- TB-24 (AT-22) - Versione da addestramento del C-87 usata per l'addestramento dei navigatori. Vennero costruiti cinque aerei di questa versione[1]
- RY-1 - Denominazione dell'US Navy per il C-87A.
- RY-2 - Denominazione dell'US Navy per il C-87.
- RY-3 - Versione da trasporto derivata dal Consolidated PB4Y-2 Privateer
- Liberator C Mk VII - Denominazione RAF dei C-87. Venticinque aerei forniti alla RAF[1]

## Impiego operativo

### C-87
La maggior parte dei C-87 vennero impiegati dall'US Air Transport Command con equipaggi civili provenienti da diverse compagnie aeree.
I Liberator Express si rivelarono subito fondamentali per missioni di trasporto strategico, soprattutto sulle rotte transoceaniche più difficili e pericolose come quelle sull'Atlantico del nord tra Labrador, Groenlandia, Islanda e Regno Unito.
Dopo l'invasione della Birmania nel 1942 i Liberator Express vennero impiegati nel sudest asiatico per rifornire gli alleati cinesi partendo da basi in India e sorvolando l'Himalaya su una rotta definita the Hump (inglese la Gobba). All'epoca il Liberator Express era l'unico aereo da trasporto statunitense in grado di volare a quella quota trasportando un carico utile.
I Liberator Express in queste missioni mostrarono alcuni problemi di progetto ed affidabilità.
A volte in decollo ed atterraggio per guasti elettrici si spegneva l'intera strumentazione in cabina, potenza ed affidabilità dei motori spesso non erano adeguate a missioni di così lunga durata ad alta quota e le perdite di carburante erano abbastanza frequenti e creavano disagio all'equipaggio per i vapori e pericolo d'incendio. Inoltre si rivelò molto sensibile alla formazione di ghiaccio sulle ali, che a volte portava alla perdita di controllo del velivolo.
Altre carenze derivavano dal suo progetto originale. Essendo il B-24 un bombardiere venne progettato per decollare ma non per atterrare con un peso elevato, quindi per un trasporto il carrello era sottodimensionato e soggetto a cedimenti strutturali per usura. Inoltre avendo il B-24 un carico di bombe in una posizione ben precisa al centro della fusoliera, il C-87 era molto sensibile alle variazioni nella distribuzione del carico, grave difetto per un aereo da trasporto.
I C-87 vennero radiati appena furono disponibili i Douglas C-54 Skymaster, che avevano prestazioni simili ma erano più affidabili e facili da pilotare.
Un C-87A venne impiegato come Air Force One dal presidente Franklin Delano Roosevelt

### C-109
I C-109 vennero impiegati in tutti i teatri operativi ma in particolare lungo la Gobba per rifornire di carburante le basi dei bombardieri Boeing B-29 Superfortress in Cina.
Un C-109 poteva trasportare dieci tonnellate di carburante, però riempiendo completamente i serbatoi anteriori l'aereo era carente come stabilità longitudinale.
Mentre un B-24 a pieno carico per una missione di bombardamento poteva decollare senza rischi da una pista di 1 800 m, un C-109 a pieno carico aveva bisogno dell'intera pista, senza margine di sicurezza in caso di errori o incidenti.

## Livree
Come i Liberator da bombardamento, inizialmente i Liberator Express erano interamente verde oliva scuro FS34087 sulle superfici superiori e laterali e grigio scuro FS36173 sulle superfici inferiori con separazione dei colori molto bassa e sfumata.
Dall'ottobre 1943 gli aerei vennero consegnati non verniciati a parte il pannello antiriflesso sopra al muso di fronte alla cabina e le capottature dei motori ai lati interni che erano verde oliva scuro FS34087 per evitare che i riflessi del sole sulle superfici metalliche potessero abbagliare l'equipaggio, arrivati al reparto venivano eventualmente mimetizzati a discrezione del comandante.
Alcuni aerei operativi nel Mediterraneo avevano una mimetica con sabbia FS30279 sulle superfici superiori e laterali e grigio scuro FS36173 o blu scuro FS25102 sulle superfici inferiori.
A partire dal giugno 1943 si passò ad una livrea con verde oliva scuro FS34087 sulle superfici superiori, grigio scuro FS36173 sulle superfici laterali e bianco FS17875 sulle superfici inferiori. In seguito il grigio scuro FS36173 venne sostituito col FS36118.